# 신우선 (1873년)
신우선(申佑善, 일본식 이름: 大谷佑善오타니 유젠, 1873년 10월 24일 ~ 1943년 10월 2일)은 대한제국과 일제강점기의 관료로, 본관은 평산이며 본적은 경성부 사간동이다.

## 생애
1895년 3월 23일 일본 게이오 의숙에 입학했으며 1896년 6월 15일 보통과, 1897년 3월 15일 고등과를 졸업했다. 1897년 9월 10일 일본 도쿄 전수학교에 입학했고 1900년 7월 15일 경제학과를 졸업했다.
1901년 6월 30일 일본 대장성 사무 견습에 참여했으며 1901년 7월 15일 일본에서 귀국했다. 1904년 7월 16일부터 1905년 1월 12일까지 법관양성소 교관을 역임했다. 1905년 보성전문학교 강사와 사립한성법학교 강사를 역임했고 《민법총론(民法總論)》 간행에 참여했다. 육군무관학교 교관과 사립양정의숙 교사(1905년 4월 임명), 육군유년학교 교관(1906년 1월 3일 임명), 탁지부 수도국 사무관(1906년 5월 22일 임명), 탁지부 참서관(1906년 7월 27일 임명), 탁지부 서기관(1907년 6월 20일 임명)을 역임하는 한편 흥사단 평의원(1907년 11월 ~ 1907년 12월)과 법학협회 발기인(1908년 3월), 대한학회 찬성회 발기인(1908년 5월), 기호흥학회 찬무원(1908년 8월) 등 각종 사회단체에서 활동했다. 1909년 11월 이토 히로부미 추도회 수부 담임(受付擔任, 접수 담당) 설행(設行)위원을 역임했다.
1910년 10월 1일부터 1911년 2월 24일까지 조선총독부 중추원 부찬의를 역임했으며 1911년 3월 2일 충청남도 연산군수, 1914년 3월 1일 충청남도 당진군수로 각각 임명되었다. 1912년 8월 1일 일본 정부로부터 한국병합기념장을 받았으며 1915년 5월 20일부터 1917년 7월 9일까지 충청남도 지방토지조사위원회 임시위원을 역임했다.
1915년 11월 10일 일본 정부로부터 다이쇼대례기념장을 받았으며 1917년 3월 13일 충청남도 공주군수로 임명되었다. 1918년 7월 1일부터 1923년 2월 27일까지 충청남도 아산군수를 역임했고 1920년 9월 29일 일본 정부로부터 훈6등 서보장을 받았다. 1921년 12월 27일 고등관 4등에 서위되었으며 1928년 11월 16일 일본 정부로부터 쇼와대례기념장을 받으면서 종5위에 서위되었다.
친일파 708인 명단의 중추원 부문, 민족문제연구소의 친일인명사전 수록자 명단의 중추원 부문과 관료 부문, 친일반민족행위진상규명위원회가 발표한 친일반민족행위 705인 명단에 포함되었다.

## 참고자료
- 친일반민족행위진상규명위원회 (2009). 〈신우선〉. 《친일반민족행위진상규명 보고서 Ⅳ-9》. 서울. 152~160쪽.